# Super Red Eagles
Super Red Eagles is een Surinaamse voetbalclub uit Paramaribo. Het eerste herenelftal van de vereniging won in 2004 de Beker van Suriname.